# Paulo César Vinha
Paulo César Vinha, (?, ? de ? — Guarapari, 28 de abril de 1993) foi um biólogo e militante ambientalista brasileiro.
Foi assassinado em Guarapari, no estado do Espírito Santo, mais especificamente na Praia d'Ulé, devido a sua resistência à retirada lícita de areia pertinente a uma área de restinga. 
Paulo liderava uma campanha de preservação das áreas de restinga, o que ia de encontro aos interesses de empresários extrativistas que atuavam na região.
Os autores do crime foram os irmãos Ailton Barbosa Queiroz, o autor dos disparos, e José Barbosa Queiroz. Ambos foram condenados pelo assassinato em segundo julgamento.
Depois de sua morte, foi homenageado com seu nome no Parque Estadual Paulo César Vinha.